# جوانان آتسیز
جوانان آتسیز (به ترکی: Genç Atsızlar) یک سازمان راست افراطی مبتنی بر ایدئولوژی نهال آتسیز است که در ۳ مه ۲۰۰۵ در بورسا، ترکیه تأسیس شد.

## فعالیت
- اعلام شد که آوردن پرچم آذربایجان در مسابقه فوتبال ترکیه و ارمنستان که در ۱۴ اکتبر ۲۰۰۹ در بورسا برگزار شد، ممنوع است. ۴ نفر از جوانان آتسیز به دلیل برنامه‌ریزی برای آوردن هواپیماهای مدل با پرچم آذربایجان توسط پلیس بازداشت شدند استادیوم وسط بازی.[۱]
- جوانان آتسیز که در راهپیمایی در میدان تقسیم در ۲۶ فوریه ۲۰۱۲ در سالگرد کشتار خوجالی شرکت کرده بودند، شعار می‌دادند و بنرهایی در دست داشتند که روی آن نوشته شده بود «شما همه ارمنی هستید، همه حرامزاده هستید»، «حرامزاده‌های هرنت دون». ما را بترسان» و «میدان تقسیم امروز، فردا ایروان، شبانه ناگهان بر شما فرود خواهیم آمد». این تجمع روزها در رسانه‌ها صحبت می‌شد. گفته شد که این گروه در جریان این تجمع، حمله به ریاست استانی حزب صلح و دموکراسی، روزنامه آگوس و کنسولگری فرانسه را طراحی کرده و همچنین قصد حمله به اکمل‌الدین احسان‌اوغلو را داشته است.[۲][۳]
- پس از کشته شدن ۳۶ سرباز ترکیه در ادلب توسط نیروهای مسلح سوریه در ۲۷ فوریه ۲۰۲۰، جوانان آتسیز «راهپیمایی ارتش - ملت» را در استان‌های مختلف ترتیب دادند.[۴]